# Luke Brookshier
Luke Brookshier est un scénariste, directeur et créateur de storyboards américain ayant travaillé principalement pour la  série animée Bob l'éponge. En 2009, il fait une apparition dans Square Roots: The Story of SpongeBob SquarePants.